# Les Aventures de Winnie l'ourson (série télévisée)
Pour les articles homonymes, voir Les Aventures de Winnie l'ourson.
Les Nouvelles Aventures de Winnie l'ourson
Les Aventures de Winnie l'ourson (Welcome to Pooh Corner) est une série télévisée américaine en 120 épisodes de 30 minutes, avec la version Disney du personnage de Winnie l'ourson, imaginé par Alan Alexander Milne, diffusée entre le 18 avril 1983 et le 30 mai 1986 sur Disney Channel avec des personnages costumés.
En France, 80 épisodes ont été adaptés en français et diffusés entre le 26 janvier 1985 et le 31 décembre 1988 sur FR3 dans l'émission Le Disney Channel.

## Synopsis
Cette série met en scène les mésaventures du célèbre ourson Winnie et de ses amis Tigrou, Porcinet, Bourriquet, Coco Lapin, Maître Hibou, Grand-Gourou et Petit-Gourou.

## Voix françaises
- Jean Rochefort : le narrateur (1985-1987)
- Vincent Perrot : le narrateur (1988)
- Roger Carel : Winnie, Porcinet, Coco Lapin
- Patrick Préjean : Tigrou
- Henry Djanik : Bourriquet, Maître Hibou
- Jean-Claude Corbel : Winnie et Coco Lapin (voix chantée)
- Gérard Meissonnier : Tigrou (voix chantée)
- Jean Stout : Bourriquet, Maître Hibou, Porcinet (voix chantée)
- Claude Chantal : Grand-Gourou
- Jackie Berger : Petit-Gourou

Version française
- Société de doublage : Télétota
- Direction artistique : Patricia Angot
- Adaptation des dialogues : Patricia Angot et Isabelle Michel
- Direction musicale : Bob Quibel
- Adaptation des chansons : Charles Level

## Épisodes
1. Une bicyclette pour cinq
2. La dodo-partie de Porcinet
3. Faire un vœu
4. Le lapin le plus rapide
5. Les voisins
6. Le Tigre bricoleur
7. Nuages
8. Le Carnaval de Winnie
9. Bourriquet et l'orchestre
10. Ça doit être le printemps
11. Porcinet a des boutons
12. Des carottes, encore des carottes, toujours des carottes
13. Le cadeau de Coco Lapin
14. Winnie construit une ruche
15. Porcinet ne chante plus
16. Le grand concours de cerfs-volants
17. Suivez le guide
18. La thé-partie de Bourriquet
19. La grande aventure de Petit Gourou
20. Ça doit être l'été
21. La grande excursion
22. Travailler en chantant
23. La grande promenade
24. Avoir des amis, c'est important
25. L'aventure en restant chez soi
26. L'écho
27. C'est mieux à la maison
28. Ne jamais se décourager
29. Jour de déguisement
30. Bourriquet a perdu sa queue
31. La fanfare
32. Vacances pour Winnie
33. L'école de la forêt des rêves bleus
34. Quand j'étais plus jeune
35. C'est l'automne
36. Pile ou face
37. Petit Gourou s'est perdu
38. La neige tombe sur la forêt des rêves bleus
39. Noël à la forêt des rêves bleus
40. La chorale de la forêt des rêves bleus
41. Winnie fait le ménage
42. Porcinet donne un coup de main
43. L'île de Bourriquet
44. Spaghettis, spaghettis, spaghettis
45. Winnie emprunte à ses amis
46. Faire semblant
47. Bourriquet part en exploration
48. Bourriquet résout un problème
49. La chute de Tigrou
50. On a tous besoin d'amis
51. La règle du jeu
52. Le travail, c'est la santé
53. Tigrou le maladroit
54. Coco Lapin et Bourriquet font une bonne action
55. Un pique-nique presque parfait
56. Porcinet découvre qui sont ses amis
57. Tigrou trouve un passe-temps
58. Premiers secours
59. Le coin secret de Porcinet
60. Un bruit mystérieux effraie Porcinet
61. Un délicieux ami à plumes
62. Porcinet apprend à se balancer
63. Le temps des fraises
64. Winnie fait une affaire
65. Ne pas avoir peur des nouvelles rencontres
66. La maison de couleur différente
67. Ce que l'on fait de mieux
68. Le jour de liberté de Tigrou
69. Grand petit Porcinet
70. Winnie scout
71. Ne jamais remettre au lendemain ce qu'on peut faire le jour même
72. Pauvre Bourriquet
73. Sentiments
74. Rien ne vaut sa propre maison
75. À chacun son tour
76. Happy Birthday Petit Gourou
77. Bourriquet se parle à lui-même
78. Surprise, surprise
79. Il est l'heure de dormir pour Tigrou
80. Le jour des chevaliers

## Commentaires
Dans cette série, Winnie et ses amis sont incarnés par des acteurs cachés sous des costumes (comme pour Casimir de L'Île aux enfants). Le personnage de Jean-Christophe est absent de la série.
En France, les séquences de narration, montrant Jean Rochefort assis dans un fauteuil entouré de jouets, et tenant un livre ouvert, ont été tournées spécialement pour FR3. Aux États-Unis les mêmes séquences apparaissaient, mais avec l'acteur Laurie Main comme narrateur (dans un décor similaire). En 1988, dernière année de diffusion, Vincent Perrot a succédé à Jean Rochefort.